# أشلي سولومون
أشلي سولومون (بالإنجليزية: Ashley Solomon)‏ هو معلم موسيقى بريطاني، ولد في 15 مارس 1968.

## وصلات خارجية
- أشلي سولومون على موقع ميوزك برينز (الإنجليزية)
- أشلي سولومون على موقع ديسكوغز (الإنجليزية)